# Pangio kuhlii
Pangio kuhlii é um peixe cobitídeo, nativo do Sudeste asiático, Indonésia, Malásia, Sumatra e Tailândia, que mede em torno de 7 cm e é muito colorido, apresentando o corpo listrado de marrom (castanho) ou preto e amarelo (às vezes bem claro, chegando quase ao creme). Possui o corpo alongado (como vários outros cobitídeos), aparentando uma cobra, sendo essa característica a razão do seu nome popular.
Possui o hábito de enterrar-se, e pode passar longos períodos sem água.
No aquarismo ela é conhecida por ser um dos mais belos peixes de fundo.
Vive bem numa água de pH neutro - ou seja, 7.0 - com a temperatura de 28 °C.
Seu tempo de vida passa de 10 anos.